# Famars
 Famars  es una población y comuna francesa, en la región de Norte-Paso de Calais, departamento de Norte, en el distrito de Valenciennes y cantón de Valenciennes-Sud.
Su población municipal en 2007 era de 2 495 habitantes. Forma parte de la aglomeración urbana de Valenciennes.

Está integrada en la Communauté d'agglomération de Valenciennes Métropole.

## Demografía
| ABS. | 322 | 332 | 412 | 597 | 546 | 615 | 677 | 819 | 849 | 792 | 782 | 742 | 818 | 881 | 915 | 972 | 942 | 926 | 984 | 671 | 816 | 877 | 925 | 919 | 918 | 929 | 1 132 | 1 567 | 1 444 | 2 002 | 2 499 | 2 495 |
| Para los censos de 1962 a 1999 la población legal corresponde a la población sin duplicidades (Fuente: INSEE [Consultar]) |     |     |     |     |     |     |     |     |     |     |     |     |     |     |     |     |     |     |     |     |     |     |     |     |     |     |       |       |       |       |       |       |